# Słupski chłopczyk

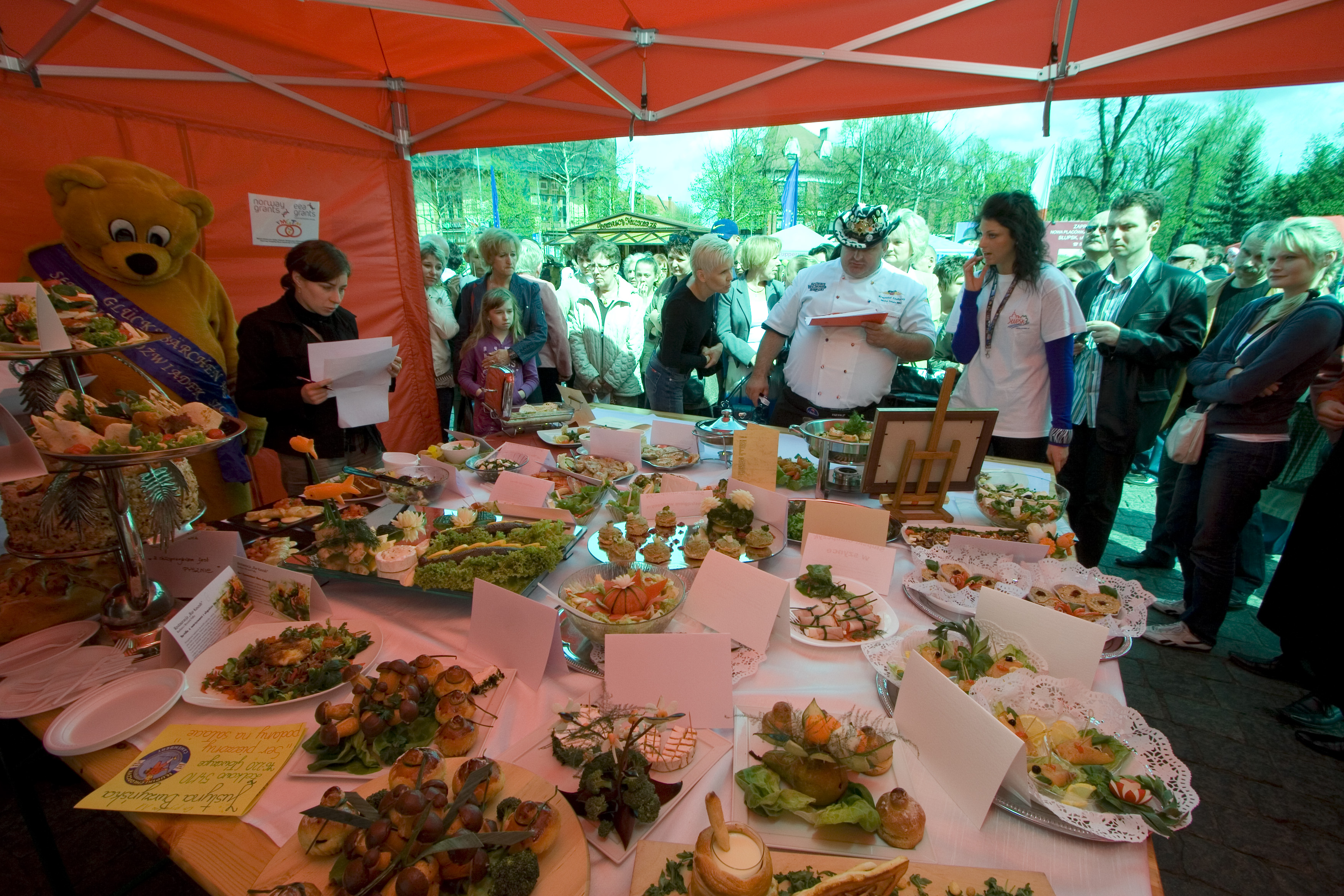
Konkurs na najlepszą potrawę ze słupskim serkiem – Europejski Festiwal Smaków w Słupsku

Słupski chłopczyk (niem. Stolper Jungchen) – nazwa sera typu Camembert, wytwarzanego w Słupsku przed II wojną światową. W latach 20. i 30. XX wieku umieszczano np. na widokówkach wizerunek „słupskiego chłopczyka” z podpisem: „Stolp – die Stadt des Stolper Jungchen” (Słupsk – miasto słupskiego chłopczyka).
Koniec wojny w roku 1945 spowodował wstrzymanie miejscowej produkcji. Armia Czerwona rozmontowała i wywiozła wyposażenie mleczarni. W 2004 narodziła się idea wznowienia produkcji w Słupsku. W 2007 udało się uzyskać prawa do nazwy i receptury oraz rozpoczęto produkcję w mleczarni w Zielinie koło Słupska. Produkowało się go według oryginalnej receptury w Bawarii w Niemczech. Pierwsza degustacja i lokalna promocja serka wyprodukowanego znowu w Słupsku odbyła się 18 sierpnia 2007 roku w Parku Kultury i Wypoczynku w Słupsku.
W 2010 roku „słupski chłopczyk” – jeden z produktów znajdujących się w „Słupskim koszyku regionalnym” – zajął pierwsze miejsce w ogólnopolskim konkursie na Najbardziej Oryginalny Gadżet Miejski. Konkurs zorganizowało Stowarzyszenia Wspierania Rozwoju Miast i Regionów ProRegiona.
W dniach 1–2 maja 2010 roku odbył się w Słupsku Europejski Festiwal Smaków, na którym zorganizowano konkurs na najlepszą potrawę z udziałem słupskiego chłopczyka. Producent serka zbankrutował. Licencja na polską produkcję wygasła w marcu 2014 roku.